# Abd ar-Rahman I.

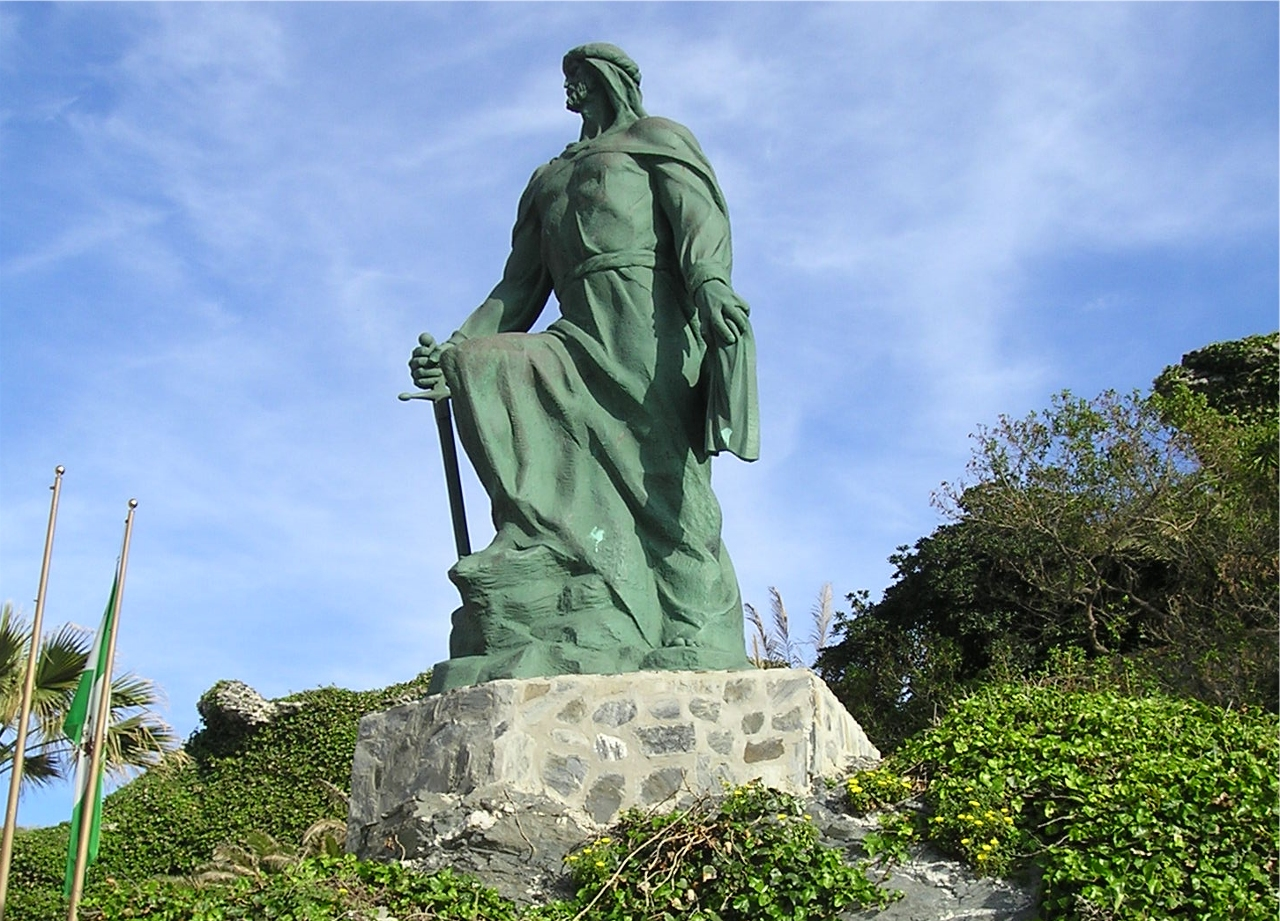
Statue von Abd ar-Rahman I.

Abd ar-Rahman I. (arabisch عبد الرحمن الداخِل, DMG ʿAbd ar-Raḥman, spanisch Abderramán I, * 731 in Damaskus; † 30. September 788 in Qurtuba) war erster Emir von Córdoba in Andalusien (756–788).

## Leben
Nachdem Abd ar-Rahman I., Enkel des Kalifen Hischam (724–743), dem Sturz der Umayyaden (750) und dem Massaker der Abbasiden an den Umayyaden entkommen war, floh er über Palästina und Ägypten in den Maghreb. Dort fand er bei dem Berberstamm Hilfe, dem seine Mutter entstammte. Mit Unterstützung der Berber landete er im August 755 zwischen Málaga und Almería in Andalusien und besiegte im Mai 756 den Statthalter Yusuf al-Fihri. Im gleichen Jahr erhob er sich zum Emir und trennte Andalusien so vom Kalifat der Abbasiden. Bis 760 musste aber noch der Widerstand von Anhängern der Abbasiden bekämpft werden.
Abd ar-Rahman I. begann mit der Organisation des Emirats. Während das eigentliche Andalusien in Provinzen gegliedert wurde, entstanden in Zentralspanien die Markgrafschaften Mérida, Toledo und Saragossa unter dem Kommando von Militärbefehlshabern. Diese hatten die Grenze im Norden gegen die christlichen Reiche (u. a. Asturien) zu verteidigen. In den Markgrafschaften herrschten mächtige Familien, die teilweise recht unabhängig von Córdoba regierten. So wurde Saragossa und das Ebrobecken bis 907 von den Banu Qasi weitgehend autonom beherrscht. 778 kam es zu einem ersten Zusammenstoß mit den Franken, als sich der revoltierende Fihri-Clan mit Karl dem Großen verbündete. Allerdings scheiterte die Belagerung von Saragossa durch die Franken. Auch mehrere Berberaufstände (766–776) mussten niedergeschlagen werden. Dennoch konnte Abd ar-Rahman I. seinem Nachfolger ein gefestigtes Reich hinterlassen.
Unter Abd ar-Rahman begann eine verstärkte Einwanderung von Arabern aus Syrien, die die kulturelle Arabisierung Andalusiens erheblich beschleunigte. Schon Abd ar-Rahman begann mit einer umfangreichen Bautätigkeit. Neben der Befestigung von Córdoba errichtete er den Palast ar-Ruzafa und begann mit dem Bau der Großen Moschee in seiner Residenz. Auch die Entwicklung der Landwirtschaft wurde durch neue Bewässerungs- und Kanalbautechniken gefördert. Dies führte zum Aufschwung des bäuerlichen Mittel- und Kleinbesitzes und wurde Grundlage für den Aufschwung der Landwirtschaft in der späteren Zeit.
Nach dem Tod von Abd ar-Rahman I. im Jahr 788 folgte dessen Sohn Hischam I. auf den Thron.

## Herrschaft
Abd ar-Rahman I. (Herrschaft von 756–788) war der Begründer einer muslimischen Dynastie, die Spanien beinahe dreihundert Jahre beherrschte. Etwa zwanzigjährig erlebte er, wie die Umayyaden im Osten durch die Abbasiden von der Macht verdrängt wurden und flüchtete mit seinem Bruder Yahya zu beduinischen Stämmen in die Wüste. Die Abbasiden verfolgten ihre Gegner gnadenlos. Ihre Häscher holten die Brüder ein. Yahya wurde getötet, Abd-ar-Rahman floh nach Syrien und darauf in den Maghreb, wo alle Zuflucht fanden, die sich dem Zugriff der Abbasiden entziehen wollten.
In der allgemeinen Verwirrung, die durch den Wechsel der Kalifen verursacht wurde, fiel der Maghreb in die Hände örtlicher Herrscher, die zuvor Emire oder Stellvertreter der umayyadischen Kalifen waren, nun aber nach Unabhängigkeit strebten. Da Abd-ar-Rahmans Leben weiter bedroht war, floh er weiter nach Westen, zu den Berberstämmen in Mauretanien. Hier schöpfte er Hoffnung aus einer Prophezeiung seines Großonkels Maslama, dass er die Stellung seiner Familie wiederherstellen würde. Während seines Umherstreifens wurde er von einigen wenigen, den Umayyaden treu ergebenen Gefolgsleuten begleitet.
Im Jahre 755 versteckte er sich nahe Ceuta und entsandte einen Vertreter nach Spanien, um von anderen Gefolgsleuten der Familie Unterstützung zu erbitten. Diese waren Nachfahren der Eroberer Spaniens, und viele von ihnen lebten in der Provinz Elvira, dem heutigen Granada. Das Land befand sich in einem Zustand des Aufruhrs unter der schwachen Hand des Emirs Yusuf al-Fihri, einer Marionette in den Händen einer Fraktion. Zudem wurde er durch Stammesstreitigkeiten unter den Arabern und ethnische Konflikte zwischen Arabern und Berbern abgelenkt. Dies bot Abd-ar-Rahman die Möglichkeit, die ihm in Afrika versagt blieb. Auf Einladung seiner Parteigänger landete er im September 755 in Almuñécar, östlich von Málaga.
Eine Zeitlang war Abd-ar-Rahman gezwungen, sich den Ratschlägen seiner Unterstützer zu unterwerfen, die sich des Risikos ihrer Unternehmung bewusst waren. Yusuf eröffnete Verhandlungen und bot Abd-ar-Rahman eine seiner Töchter als Frau an sowie einiges Land. Dies war weit weniger, als dem Prinzen lieb war, doch er wäre wohl gezwungen gewesen, dieses Angebot mangels eines besseren anzunehmen, hätte nicht die Frechheit eines Boten einen der Hauptparteigänger der umayyadischen Sache aufgebracht. Er beleidigte diesen Herren, der Obeidullah hieß, weil er unfähig war, gutes Arabisch zu schreiben. Wegen einer daraus folgenden Provokation zog Obeidullah das Schwert.
Daraufhin kam es 756 im Tal des Guadalquivir zu einem Feldzug Abd ar-Rahmans, der am 16. Mai in der Niederlage Yusufs außerhalb Córdobas endete. Seine Armee war dabei so schlecht ausgerüstet, dass er beinahe das einzige gute Schlachtross besaß; er hatte kein Banner, und so wurde ein Banner improvisiert, indem ein grüner Turban abgewickelt und an einem Speer befestigt wurde. So wurde der Turban und der Speer zum Banner der spanischen Umayyaden.
Die lange Herrschaft Abd ar-Rahman I. stand unter den Vorzeichen eines andauernden Kampfes, seine anarchischen Untertanen aus Arabern und Berbern unter Kontrolle zu bringen. Diese hatten niemals beabsichtigt, sich selbst einen Herrn zu geben, und so wanden sie sich unter seiner Hand, die immer schwerer wurde. Deshalb war Abd ar-Rahman I. gezwungen, 763 vor den Toren seiner eigenen Hauptstadt einen Kampf mit Aufständischen, die von den Abbasiden unterstützt wurden, auszufechten. Der Emir errang hier einen zeichensetzenden Sieg. Er schnitt die Hände der Anführer ab, füllte sie mit Salz und Kampfer und sandte sie in einem Akt der Herausforderung an den östlichen Kalifen.
In seinen letzten Jahren musste sich Abd ar-Rahman einer Reihe von Palastverschwörungen erwehren, die er sämtlich brutal niederschlug. Auch das Berberproblem blieb stets latent vorhanden. So zog um das Jahr 777 eine weitere Armee unter der Führung des Fürsten Shaqiya gegen den Emir. Auch in diesem Gefecht blieb er Sieger. Trotz alldem sicherte die von ihm begründete Dynastie die umayyadische Kontrolle über Spanien bis zum Jahr 1031.

## Als Dichter
Abd ar-Rahman I.: Fern im Westen, fern vom Palmenland / Pflanzte ich mir einen Palmenbaum. / Weit entfernt vom heimatlichen Strand / Leben wir in einem neuen Raum. // Mögen du und ich nun immer gut gedeihen / in dem letzten Winkel dieser Welt. / Mög' die Wolke uns genügend Regen leihen, / dem sich warmer Sonnenschein gesellt.
O Palmenbaum, du bist verwaist wie ich / in einem Lande, da du fern von deinesgleichen. / Du weinst, und deine Blätter rauschen sich / die Klagen zu, die mein Gemüt erweichen. // Du sprächest auch, wär' Sprache dir beschieden, / vom Euphrat und dem Palmenhain zuhaus. / Wir können nicht zurück. Der Haß der Abbasiden / trieb mein Geschlecht in alle Welt hinaus.

## Notizen
1. 1 2  Janheinz Jahn (Übertragung): Diwan aus Al-Andalus. Nachdichtungen hispano-arabischer Lyrik. Harriet Schleber, Kassel 1949, S. 11

| Vorgänger                                                             | Amt                      | Nachfolger |
| --------------------------------------------------------------------- | ------------------------ | ---------- |
| Yusuf ibn Abd ar-Rahman al-Fihri (letzter Statthalter von Al-Andalus) | Emir von Córdoba 756–788 | Hischam I. |

| Personendaten    | Personendaten                         |
| ---------------- | ------------------------------------- |
| NAME             | Abd ar-Rahman I.                      |
| ALTERNATIVNAMEN  | Abderramán I (spanisch)               |
| KURZBESCHREIBUNG | erster Emir von Córdoba in Andalusien |
| GEBURTSDATUM     | 731                                   |
| GEBURTSORT       | Damaskus                              |
| STERBEDATUM      | 30. September 788                     |
| STERBEORT        | Córdoba                               |